# Джон Хартфилд
Джон Хартфилд (англ. John Heartfield, настоящее имя Гельмут Герцфельд (нем. Helmut Herzfeld); 19 июня 1891, Берлин — 26 апреля 1968, там же) — немецкий художник, фотограф, плакатист и декоратор. Брат публициста и издателя Виланда Герцфельде. Его творчество известно вследствие его активной борьбы с нацистским режимом. Один из пионеров техники фотоколлажа. После прихода нацистов к власти в Германии вынужден был бежать заграницу. 

## Биография
Учился в мюнхенской Школе прикладного искусства (1907—1911) и в училище художественного ремесла в берлинском Шарлоттенбурге (1912—1914). В 1915 году Хельмут Херцфельд англизировал свои имя и фамилию, став Джоном Хартфилдом — таким образом он выразил свой протест против германского военного патриотизма, антибританской пропаганды и англофобии захлестнувших страну после начала Первой мировой войны. В конце 1918 года вместе с Герцфельдом и со своим другом Георгом Гроссом вступает в Коммунистическую партию Германии. Партийные билеты им вручает Роза Люксембург. Поначалу принадлежал к группе «политических дадаистов», одним из лозунгов которых были слова «Используйте фотографию как оружие». В 1930—1931 годах жил в СССР, в 1933—1950 в эмиграции в Праге и Лондоне. В 1950 возвратился в ГДР. Создатель пролетарского антифашистского, антиимпериалистического фотомонтажного плаката. В своих работах критиковал милитаризм, империализм, капитализм, фашизм, в частности их лидеров и пособников («Война и трупы — последняя надежда богатых», «Супермен Адольф, заглатывает золото и несёт всякую чушь», «Как в средние века… так и в Третьем рейхе», «Диагноз», «Ура, закончилось масло!»). Работал также в журналах, кино и как художник книги. Особенно известны его фотомонтажи для социалистического иллюстрированного журнала «Иллюстрированная рабочая газета» (нем. Arbeiter-Illustrierte-Zeitung), издававшегося в Берлине с 1921 по 1933 год, а после прихода нацистов к власти в Германии продолжил свою деятельность в изгнании в Праге с 1933 по 1938 год. Он стал постоянным сотрудником издания в 1930 году и был связан с его деятельностью до 1938 года. За это время в журнале было помещено 237 его фотомонтажных работ. Лауреат Национальной премии ГДР (1957). 

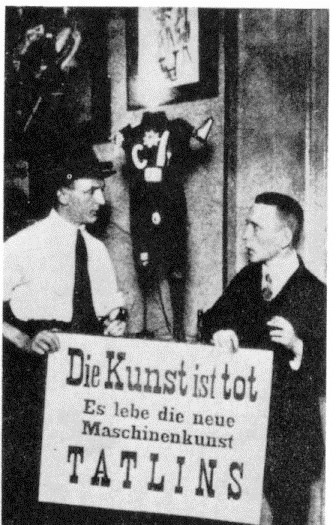
Георг Гросс (справа) и Джон Хартфилд. Надпись на плакате: «Искусство умерло. Да здравствует новое машинное искусство Татлина». 1920 год.

Джон Хартфилд считал, что коллаж обязательно должен состоять из фотографий с подписями, поскольку текстовое послание и фотографическое изображение взаимодействуют и между собой и с другими элементами композиции. На этом аспекте останавливался немецкий историк искусства Петер Бюргер, который указывал: «В первую очередь это не эстетические объекты, а изображения, предназначенные для чтения. Хартфилд обратился к старой технике эмблемы и использовал её политически». По его наблюдению, в «эмблемах» мастера изображение соединяется посредством двух текстов: заголовка (inscriptio) и более развёрнутого пояснения (subscription). Так, на плакат критикуемой им Социал-демократической партии Германии «Социализация на марше!» он нанёс на передний план идущих «господ-коммерсантов» в цилиндрах и с зонтами, а меньшим размером вмонтировал несколько военных со знаменем со свастикой. В этом случае inscriptio являются слова: «Ещё не проиграна Германия!», а subscriptio: «„Социализация на марше!“ — написали „социал“-демократы на плакате и тут же решили: социалисты будут расстреляны...»

## В филателии
Изображён на почтовой марке ГДР 1971 года.